# جاوو مامویان
جاوو آماری مامویان (ارمنی: Ջավո Ամարի Մամոյան؛  زادهٔ نوامبر ۱۹۱۷ - درگذشته ۲ سپتامبر ۲۰۰۱) کارشناس علوم پرورشی اهل ارمنستان بود.

## زندگی‌نامه
وی در نوامبر ۱۹۱۷ در سیپان به دنیا آمد . وی همچنین برندهٔ جوایزی همچون نشان پرچم سرخ کار، مدال کارگر ممتاز، نشان پیش‌کسوت کار و آموزگار شایسته ارمنستان شوروی (۱۹۵۴) شده است. وی در ۲ سپتامبر ۲۰۰۱ در سن ۸۳ سالگی درگذشت.